# Börje Knös
Börje Anders Olof Knös, född 5 mars 1883 i Uppsala domkyrkoförsamling, Uppsala län, död 25 februari 1970 i Hedvig Eleonora församling, Stockholms län, var en svensk ämbetsman, författare och översättare från nygrekiska. 

## Biografi
Knös studerade vid Uppsala universitet, där han blev filosofie kandidat 1905 och filosofie doktor 1908 på en avhandling om en forngrekisk handskrift. Han blev därefter amanuens i Ecklesiastikdepartementet 1910, förste kanslisekreterare 1917 och kansliråd 1923. Han var även notarie och sekreterare i Statsutskottet 1914–1928. Åren 1931–1948 var han statssekreterare i Ecklesiastikdepartementet, och var som sådan bland annat med och utformade 1933 års läroverksstadga. Han tjänstgjorde även som sekreterare i talrika kommittéer framför allt rörande undervisnings- och löneregleringsfrågor. Åren 1935–1944 var Knös ordförande i Utrikesdepartementets upplysningsnämnd, och 1935–1955 var han inspektor vid Franska skolan i Stockholm.
Utöver sina uppdrag som statstjänsteman var Knös från 1935 verksam som författare, främst av kulturhistoriska verk inriktade på Frankrike och Grekland. Här kan bland annat nämnas en biografi över Rabelais (1943), och ett översiktsverk över nygrekisk litteratur från och med 1821 (1962). Han var även verksam som översättare från nygrekiskan, och har bland annat tolkat Konstantinos Kavafis, Giorgos Seferis och Nikos Kazantzakis till svenska.
Börje Knös var sonson till Anders Erik Knös. Han är begraven på Uppsala gamla kyrkogård.

## Priser och utmärkelser
- 1929 – Riddare av Nordstjärneorden[5]
- 1931 – Ledamot av Samfundet för utgivande av handskrifter rörande Skandinaviens historia[6]
- 1934 – Kommendör av första klassen av Nordstjärneorden[7]
- 1954 – Svenska Akademiens översättarpris